# ГЕС Чжучжоу (Фуцзянь)
ГЕС Чжучжоу (竹洲水电站) — гідроелектростанція на сході Китаю у провінції Фуцзянь. Знаходячись після ГЕС Ґончуань (43 МВт), входить до складу каскаду на річці Шасі, правій твірній Xixi, котра, своєю чергою, є правим витоком Міньцзян (яка впадає до Тайванської протоки у місті Фучжоу).
У межах проєкту річку перекрили бетонною греблею висотою 33 метри та довжиною 345 метрів. Вона утримує водосховище з об'ємом 23,9 млн м³ та нормальним рівнем поверхні на позначці 146 метрів НРМ (під час повені рівень може зростати до 148,9 метра НРМ).
Інтегрований у греблю машинний зал станції обладнали трьома бульбовими турбінами потужністю по 18 МВт, які забезпечують виробництво 168 млн кВт·год електроенергії на рік.